# 三裂叶薯
三裂葉薯（学名：Ipomoea triloba），又稱小花假番薯、紅花野牽牛。为旋花科番薯属的植物。分布在台湾岛、美洲热带以及中国大陆的广东等地，多生在丘际陵路旁、荒草地及田野，目前尚未由人工引种栽培。